# Hans Petter Lykkja
Hans Petter Lykkja (* 18. Februar 1984) ist ein ehemaliger norwegischer Skilangläufer.

## Werdegang
Lykkja gab sein Debüt im Weltcup im März 2007 in Drammen, wo er im Sprint Platz 56. Seine ersten Weltcuppunkte gewann er bei seinem dritten Weltcupeinsatz mit Rang 15 im Sprint von Stockholm im Februar 2008. Seine beste Weltcupplatzierung gelang ihm im Sprint von Lahti im März 2011 mit Platz 14.
Im Scandinavian Cup gewann er insgesamt vier Sprintrennen sowie im Februar 2010 in Jõulumäe ein 15-km-Verfolgungsrennen in der klassischen Technik. In der Saison 2007/08 gewann er die Gesamtwertung des Scandinavian Cups und wurde 2009/10 und 2010/11 jeweils Zweiter.

## Siege bei Continental-Cup-Rennen
| Nr. | Datum            | Ort      | Disziplin                  | Serie            |
| --- | ---------------- | -------- | -------------------------- | ---------------- |
| 1.  | 24. Januar 2008  | Riga     | 1,2 km Sprint Freistil     | Scandinavian Cup |
| 2.  | 26. Januar 2008  | Jõulumäe | Sprint klassisch           | Scandinavian Cup |
| 3.  | 7. Februar 2010  | Jõulumäe | 15 km Verfolgung klassisch | Scandinavian Cup |
| 4.  | 2. Februar 2011  | Madona   | 1,7 km Sprint Freistil     | Scandinavian Cup |
| 5.  | 25. Februar 2011 | Keuruu   | 1,2 km Sprint klassisch    | Scandinavian Cup |